# Conseil d'Alexandrina
Le Conseil d'Alexandrina (Alexandrina Council) est une zone d'administration locale au nord-est de la péninsule Fleurieu en Australie-Méridionale en Australie. 
Il a été créé en 1997 par la fusion des anciens districts de Strathalbyn, Port Elliot et Goolwa, et d'une partie de celui de Willunga.
L'économie du district est basée sur l'agriculture, la pêche, l'exploitation forestière, la viticulture et le tourisme. La plupart des villes du conseil sont des villes touristiques appréciées des habitants d'Adélaïde.

## Villes
Les principales villes du district sont :
- Ashbourne ;
- Clayton ;
- Goolwa ;
- Hindmarsh Island ;
- Langhorne Creek ;
- Middleton ;
- Milang ;
- Port Elliot ;
- Strathalbyn.